# Black Coffee
„Black Coffee” – piosenka napisana Sonny’ego Burke’a i Paula Francisa Webstera, opublikowana w 1948 roku. Utwór w wykonaniu Sarah Vaughan w 1949 uplasował się na liście Billboard Hot 100.

## Covery
Własne wersje piosenki nagrało wielu artystów, wśród których byli m.in.:
- Ray Charles na albumie The Great Ray Charles (1957)
- Bobby Dingle na albumie This is Darin (1960)
- Earl Grant na albumie Midnight Sun (1962)
- Rosemary Clooney na albumie Love (1963)
- Martina Topley-Bird i Tricky na albumie Nearly God (1996)
- Steve Marriott z Humble Pie jako B-side na singlu „Shut Up and Don't Interrupt Me” / „Black Coffee” (1973)
- K.D. Lang na albumie Shadowland (1988)
- Sinéad O’Connor na albumie Am I Not Your Girl? (1992)
- Patricia Kaas na albumie Jazz à Saint-Germain (1997)
- Jacqui Naylor na albumie Live (2005)
- Marianne Faithfull na albumie Easy Come, Easy Go (2008)